# Clytocerus zonzae
Clytocerus zonzae és una espècie d'insecte dípter pertanyent a la família dels psicòdids que es troba a Europa: l'illa de Còrsega.